# Manuel Velasco Coello
Manuel Velasco Coello (Tuxtla Gutiérrez, Chiapas: 7 de abril de 1980) es un político y abogado mexicano, miembro del Partido Verde Ecologista de México. Fue Gobernador del estado de Chiapas desde diciembre de 2012 hasta el 29 de agosto de 2018 y sustituto de él mismo desde el 4 de septiembre de 2018 hasta concluir el mandato Constitucional, este último por licencia en el Senado, siendo el primer militante de su partido en alcanzar la gubernatura de algún estado de la república. Ha ocupado cargos como diputado local, diputado federal y senador de la República por el estado de Chiapas.
Manuel Velasco Coello es nieto del médico y exgobernador de Chiapas Manuel Velasco Suárez. El 25 de abril de 2015, Manuel Velasco Coello contrajo matrimonio con la actriz y cantante Anahí Puente en San Cristóbal de Las Casas, Chiapas.

## Primeros años
Manuel Velasco Coello nació el 7 de abril de 1980 en Tuxtla Gutiérrez. Es hijo de Leticia Coello Garrido, presidenta honoraria del sistema DIF Chiapas y José Manuel Velasco Siles, reconocido neurocirujano fallecido a los 39 años.
Velasco Coello inició su trayectoria a los 21 años como diputado local, edad mínima requerida para ejercer, por lo que, al acceder a la gubernatura de Chiapas en 2012, los medios de comunicación hicieron énfasis en ser presumiblemente el mandatario más joven en la historia de la entidad.
Manuel Velasco es egresado de la Licenciatura en Derecho en la Universidad Humanitas.

## Diputado local
Manuel Velasco Coello entró en política tras alcanzar la mayoría de edad y logró en 2001 convertirse en el diputado local de Chiapas. Con 21 años de edad, formó parte de la Junta de Coordinación Política y desempeñó los cargos de secretario de la Mesa Directiva, presidente de la Comisión de Ecología e integrante de las comisiones de Gobernación y Justicia.

## Diputado federal
Dos años más tarde, fue diputado federal plurinominal, convirtiéndose así en el legislador más joven en aquella LIX Legislatura. Durante esta encomienda, se desempeñó como vicecoordinador y coordinador del grupo parlamentario del Partido Verde Ecologista de México, secretario de la Comisión de Vigilancia, presidente de la Comisión de Concordia y Pacificación, y como integrante de la Comisión de Vigilancia.
Durante este período presentó 47 iniciativas de reforma, entre las que destaca su iniciativa aprobada por senadores y diputados para que las niñas y los niños de familias pobres que no tienen acceso a la salud, puedan hacerlo de forma gratuita en los servicios públicos.[cita requerida]

## Senador de la LX y LXI legislaturas
En 2006, ganó una senaduría de mayoría con cerca de 500 mil votos bajo las siglas de la Alianza por México integrada por el PRI-Partido Verde. En septiembre de ese mismo año toma protesta en el senado, convirtiéndose así en el senador más joven en la historia del país. En la Cámara alta fue presidente de la Comisión de la Medalla Belisario Domínguez e integrante de las comisiones de Equidad y Género, Desarrollo Rural y Estudios Legislativos. Presentó 115 iniciativas de Ley y 36 puntos de acuerdo y tuvo más de 200 participaciones en Tribuna.

## Gobernador de Chiapas
Después de las elecciones del 1 de julio de 2012, Manuel Velasco Coello se convirtió en el gobernador más joven del país al obtener un total de 1 114 187 votos. Las primeras encuestas de salida mostraron una ventaja a favor de Manuel Velasco Coello del Partido Verde, PRI y Nueva Alianza, con un 68%.
Tras realizar el cómputo final de votos y declarar la validez de los comicios, el Instituto de Elecciones y Participación Ciudadana (IEPC) hizo entrega de la constancia de mayoría que lo acreditó como gobernador electo del Estado de Chiapas. Tras realizar el cómputo estatal, calificar las elecciones y determinar la elegibilidad del candidato postulado por los partidos: Partido Verde, PRI y Nueva Alianza, el pleno comprobó que Manuel Velasco Coello era Gobernador Electo. Partidos de oposición sostienen que las elecciones estuvieron plagadas de irregularidades y gastos excesivos.
El 8 de diciembre de 2012, Velasco Coello, asume la titularidad del Poder Ejecutivo del Estado de Chiapas para el periodo 2012-2018.

## Senador de la LXIV y LXV legislaturas
En junio de 2018, durante las elecciones federales de ese año, el Partido Verde Ecologista de México (PVEM) modificó su lista de candidatos plurinominales al Senado de la República para incluir a Manuel Velasco como candidato en la segunda posición de la lista del partido, a pesar de que la constitución federal prohíbe a los gobernadores postularse a ese cargo durante su mandato. El 30 de junio el Instituto Nacional Electoral (INE) decidió validar la postulación de Manuel Velasco al Senado basándose en el caso de Miguel Ángel Mancera, Jefe de Gobierno de la Ciudad de México, que fue incluido en la lista de plurinominales del Partido Acción Nacional (PAN) a pesar de incumplir con la misma prohibición. En ambos casos el INE consideró que la restricción aplicaba solo a la postulación en primera y segunda fórmula, pero no en las listas plurinominales.
El 24 de agosto el Congreso del Estado de Chiapas modificó la Constitución del Estado para permitir que el gobernador tome licencia del cargo, autorizando que Velasco Coello deje sus funciones como ejecutivo estatal el 28 de agosto para asumir como senador de la república el 1 de septiembre. El 4 de septiembre Manuel Velasco pidió licencia de su cargo como senador para poder volver al gobierno del estado de Chiapas. Inicialmente el pleno del Senado le negó la solicitud pero al hacer la solicitud por segunda vez su petición fue aprobada. Ese mismo día el Congreso del Estado de Chiapas nombró a Velasco Coello como gobernador sustituto de sí mismo.
En mayo de 2023 anunció su intención para ser el candidato presidencial del Partido Verde en las elecciones de 2024.

## Vida personal
El 25 de abril de 2015, Velasco Coello contrajo matrimonio con Anahí Puente en la Catedral de San Cristóbal de las Casas en San Cristóbal de Las Casas, Chiapas.
El 17 de enero de 2017 nació su primogénito, Manuel Velasco Puente, a las 10:36 p. m. en Tuxtla Gutiérrez, Chiapas. Según información provista por el diario Reforma, el bebé pesó 2.6 kilos y midió 49 centímetros. El 2 de febrero de 2020 nació su segundo hijo, Emiliano Velasco Puente.

## Críticas
Si bien al tomar protesta presentó un plan de austeridad en el que redujo su salario en 50 por ciento, diversos medios han hecho hincapié en su inexperiencia y en la poca atención prestada a los problemas sociales en su estado. Sobre todo en lo concerniente al manejo de la enorme deuda pública heredada por la anterior administración. Con motivo de su primer informe de gobierno efectuó un escandaloso gasto publicitario de su imagen personal en la prensa mexicana a nivel nacional y en la televisión. De acuerdo al PAN, gastó 110 millones de pesos en la difusión de su primer informe de gobierno en diversos medios, como cines, anuncios impresos, etcétera. Entre otros varios «actos de gobierno» que también se le reprochan cabe mencionar la costosa edificación de un Lienzo Charro transitorio, al que destinó según estimaciones de terceros, alrededor de $250 millones (aunque según su propia declaración, fueron solo $70 millones) para el auditorio que alojó en 2016 un congreso charro (sin contar al menos 17.5 millones destinados a gastos de operación para el evento); esto, pese a las ingentes carencias que padece el Estado en materias como salud, agua potable y educación.